# A.R. Angelo
Aage Rørbye Angelo (10. januar 1875 i Nakskov – 31. december 1966 i Gentofte) var en dansk elektroingeniør og direktør, dr.techn. h.c., far til designeren Erik S. Angelo.
Angelo var søn af redaktør Sophus Hammond Angelo (død 1926) og hustru Therese f. Rørbye (død 1929), blev student fra Viborg Katedralskole 1893 og tog filosofikum 1894. Han blev cand.polyt. fra Polyteknisk Læreanstalt 1899, studerede elektroteknik ved Polytechnicum i Zürich 1899 og var ansat hos Union Elektricitäts Gesellschaft og hos Siemens & Halske i Berlin 1900 samt hos Fritz Johannsen i København 1901.
Angelo blev ansat som ingeniør ved A/S De Københavnske Sporvejes tekniske administration 1902, blev afdelingsingeniør ved samme 1905 og direktør 1909. I 1910 blev han direktør for Nordsjællands Elektricitets og Sporvejs Aktieselskab (NESA), hvilket han var i over 40 år, indtil 1951. Dernæst virkede han som kommitteret 1951-58.
Han blev dr.techn. h.c. ved Danmarks Tekniske Højskole 1954 "For betydningsfuld indsats til fremme af elektricitetsproduktionen". Han var Kommandør af 1. grad af Dannebrog og Dannebrogsmand.
A.R. Angelo var derudover medlem af Elektroteknisk Forenings bestyrelse 1909-17, dens formand 1928-32, æresmedlem 1943. Medlem af Dansk Ingeniørforenings bestyrelse 1913-22, dens formand 1940-44. Medlem af Dansk Elektroteknisk Komite (præsident 1935-46) og af Elektricitetsrådet 1916-53.
Medlem af direktionen for Nordvestsjællands Elektricitetsværk fra 1918, formand for det af de danske, norske og svenske kraftoverføringskommissioner i 1921-22, nedsatte tekniske udvalg, medlem af Studieselskabet for norsk Krafteksport 1945-49, præsident for World Power Conference's danske nationalkomite 1928-32, medlem af bestyrelsen for Foreningen til Understøttelse af Dannebrogsridderes Efterladte fra 1934, medlem af Akademiet for de tekniske Videnskaber fra 1937 og af det af Akademiet nedsatte traktionsudvalg af 1951. Medlem af bestyrelsen for Danske Elværkers Forening 1924-51, æresmedlem 1951. Medlem af Københavns trafikkommission af 1944 og af ministeriets samfærdselskommission af 1950.
DSBs elektriske lokomitiv EA 3012 er opkaldt efter Angelo.
Han blev gift (4. april 1902) med Eleonore Johanne Stein (11. januar 1875 i København – 16. juli 1961), datter af professor Valdemar Stein og hustru.